# 佐原駅
佐原駅（さわらえき）は、千葉県香取市佐原イにある、東日本旅客鉄道（JR東日本）成田線の駅である。運転系統上は鹿島線の列車も当駅に乗入れ、実際は2路線3方向の列車が発着している。なお、鹿島線は東隣香取駅が線路名称上の起点である。

## 歴史
- 1898年（明治31年）2月3日：成田鉄道（初代）の駅として開設[1]。旅客・貨物取扱[3]。
- 1920年（大正9年）9月1日：成田鉄道が買収され、国有鉄道の駅となる[1]。
- 1931年（昭和6年）11月10日：当駅 - 笹川間延伸開業[1]。
- 1984年（昭和59年）2月1日：貨物取扱廃止[3]。
- 1987年（昭和62年）4月1日：国鉄分割民営化に伴い、東日本旅客鉄道（JR東日本）の駅となる[1]。
- 2007年（平成19年）：「ちばディスティネーションキャンペーン」に併せて駅舎をリニューアル[4]。
- 2009年（平成21年）3月14日：ICカード「Suica」の利用が可能となる[5]。東京近郊区間に組み込まれる[5]。自動改札機の使用を開始。
- 2011年（平成23年）6月：2代目駅舎供用開始[6]。
- 2015年（平成27年）9月：佐原駅前広場の整備が完了し、駅周辺に分散していたバス停が駅前に集約された。
- 2023年（令和5年）
  - 8月31日：みどりの窓口の営業終了[2][7]。
  - 9月1日：話せる指定席券売機を導入[2][7]。

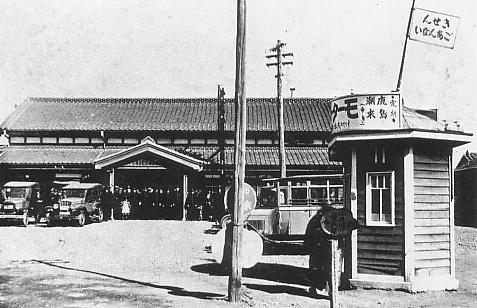
1935年頃の佐原駅
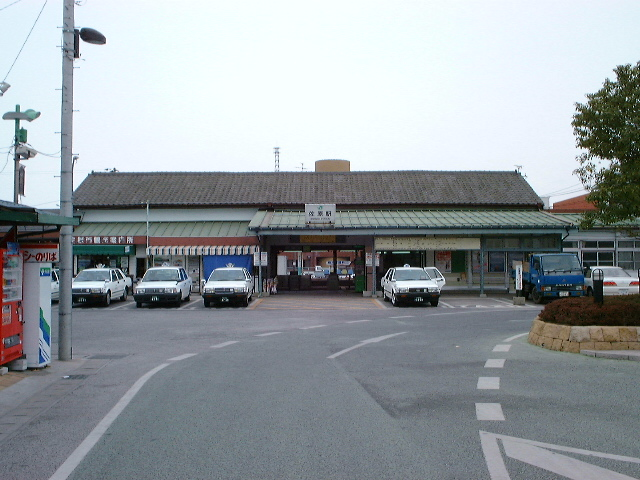
旧駅舎（2003年3月）
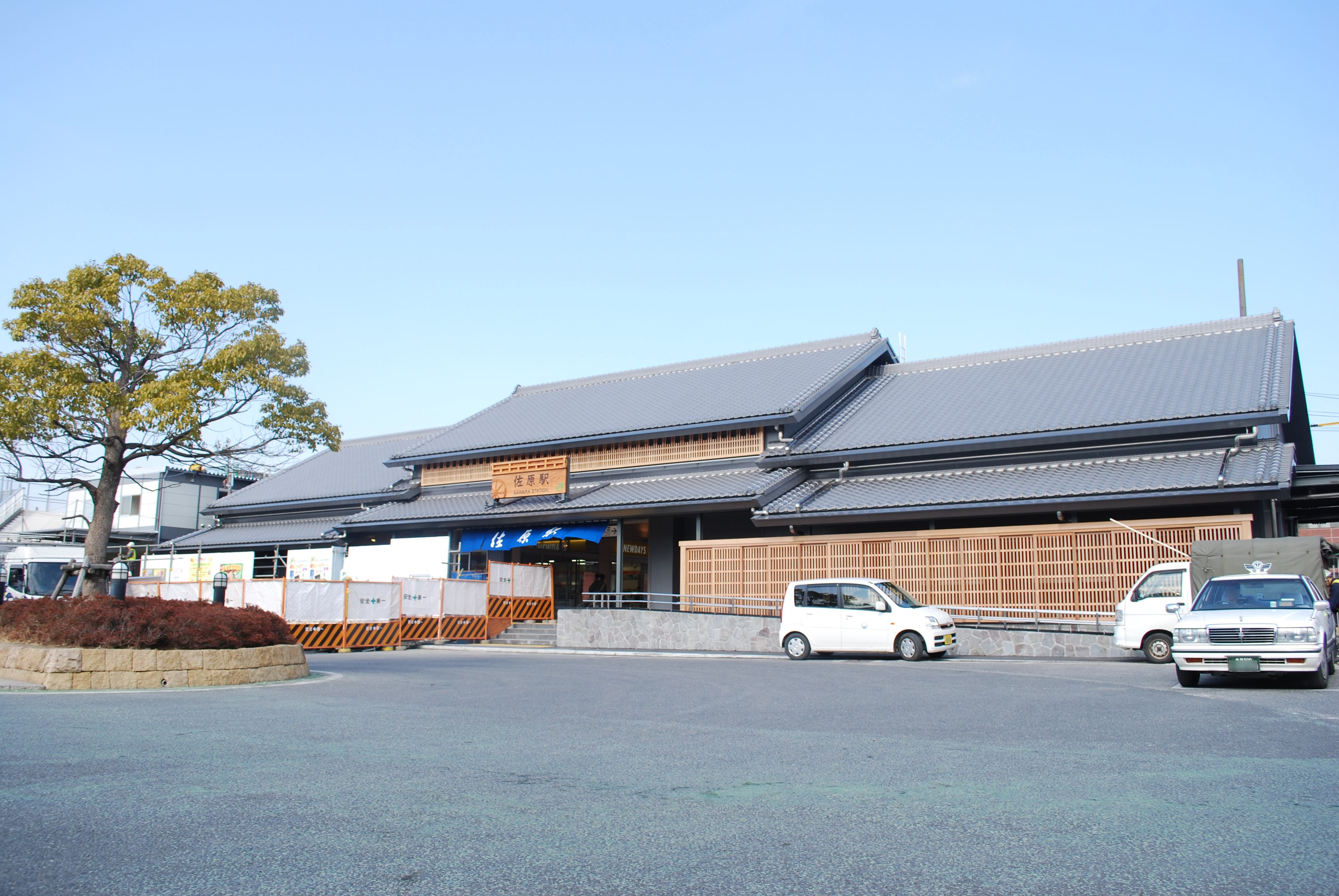
整備中の駅舎（2011年2月）

## 駅構造
駅舎に面した単式ホーム1面1線（1番線）、島式ホーム1面2線（2・3番線）並びに単式ホームの南西側香取方を切欠いた切欠きホーム1線（0番線）の計2面4線を有する地上駅である。それぞれのホームは跨線橋で連絡している。
成田統括センターの直営駅であり、管理駅として成田線大戸駅 - 下総橘駅間の各駅と鹿島線十二橋駅を管理している。自動券売機、多機能券売機、話せる指定席券売機、Suica対応自動改札機が設置されている。
駅南側に、2011年2月から供用開始した駅舎があり、駅舎内にNewDaysや観光交流センターなどがある。2015年に完成した駅前広場を含めて、佐原の町並みをイメージして和風でまとめられている。駅北側に改札は無いが、南側の駅前広場と跨線歩道橋で行き来出来る。

### のりば
| 番線    | 路線    | 方向                 | 行先               | 備考         |
| ------- | ------- | -------------------- | ------------------ | ------------ |
| 0       | ■鹿島線 | 下り                 | 潮来・鹿島神宮方面 | 当駅始発のみ |
| 1・2・3 | ■鹿島線 | 下り                 | 潮来・鹿島神宮方面 |              |
| ■成田線 | 上り    | 成田・千葉・東京方面 |                    |              |
| ■成田線 | 下り    | 笹川・松岸・銚子方面 |                    |              |

（出典：JR東日本:駅構内図）
- 列車交換が無い時は、基本的に1番線を使用する。
- 停車列車同士が行違う時、下りは2・3番線、上りは1番線を通る。
- 停車列車と通過列車が行違う時、通過列車は1番線、停車列車は2・3番線を通る。
- 0番線は成田方面が行止まりとなっており、原則として鹿島線折返し列車が使用する。

| 運転番線 | 営業番線 | ホーム | 銚子・鹿島神宮方面着発 | 千葉方面着発 | 備考       |
| -------- | -------- | ------ | ---------------------- | ------------ | ---------- |
| 0        | 0        | 4両分  | 到着・出発可           | 不可         |            |
| 1        | 1        | 11両分 | 到着・出発可           | 到着・出発可 | 上下主本線 |
| 2        |          | 11両分 | 到着・出発可           | 到着・出発可 |            |
| 3        |          | 11両分 | 到着・出発可           | 到着・出発可 |            |

- 1線スルー構造となっており、主本線を発着する場合は通過が可能[9]。
- 夜間、1・3番線に普通列車が留置される。0番線にも留置される場合がある。
- 貨物列車行違いのため、1・2番線の線路有効長はかなり長い。

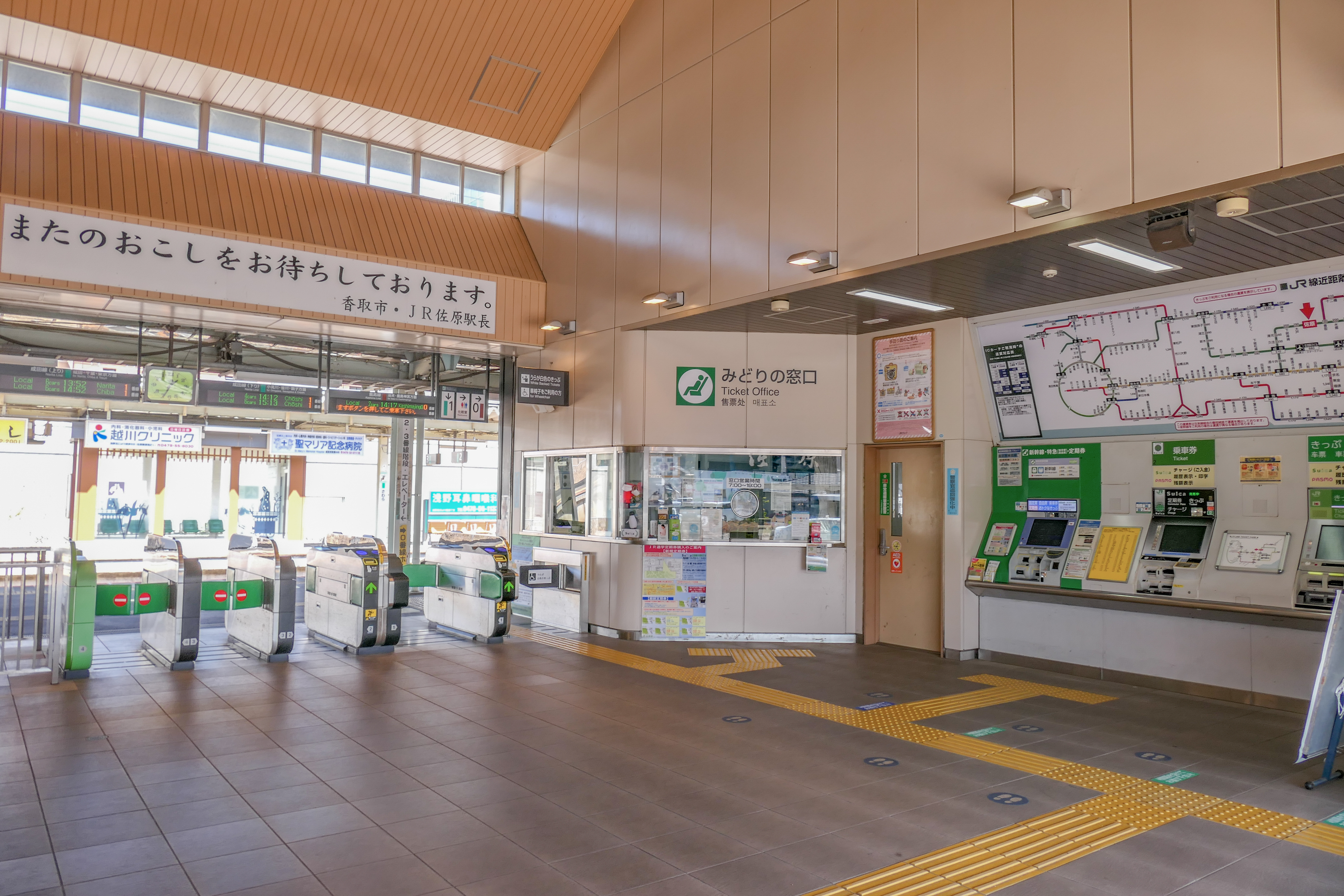
改札口と券売機（2022年4月）
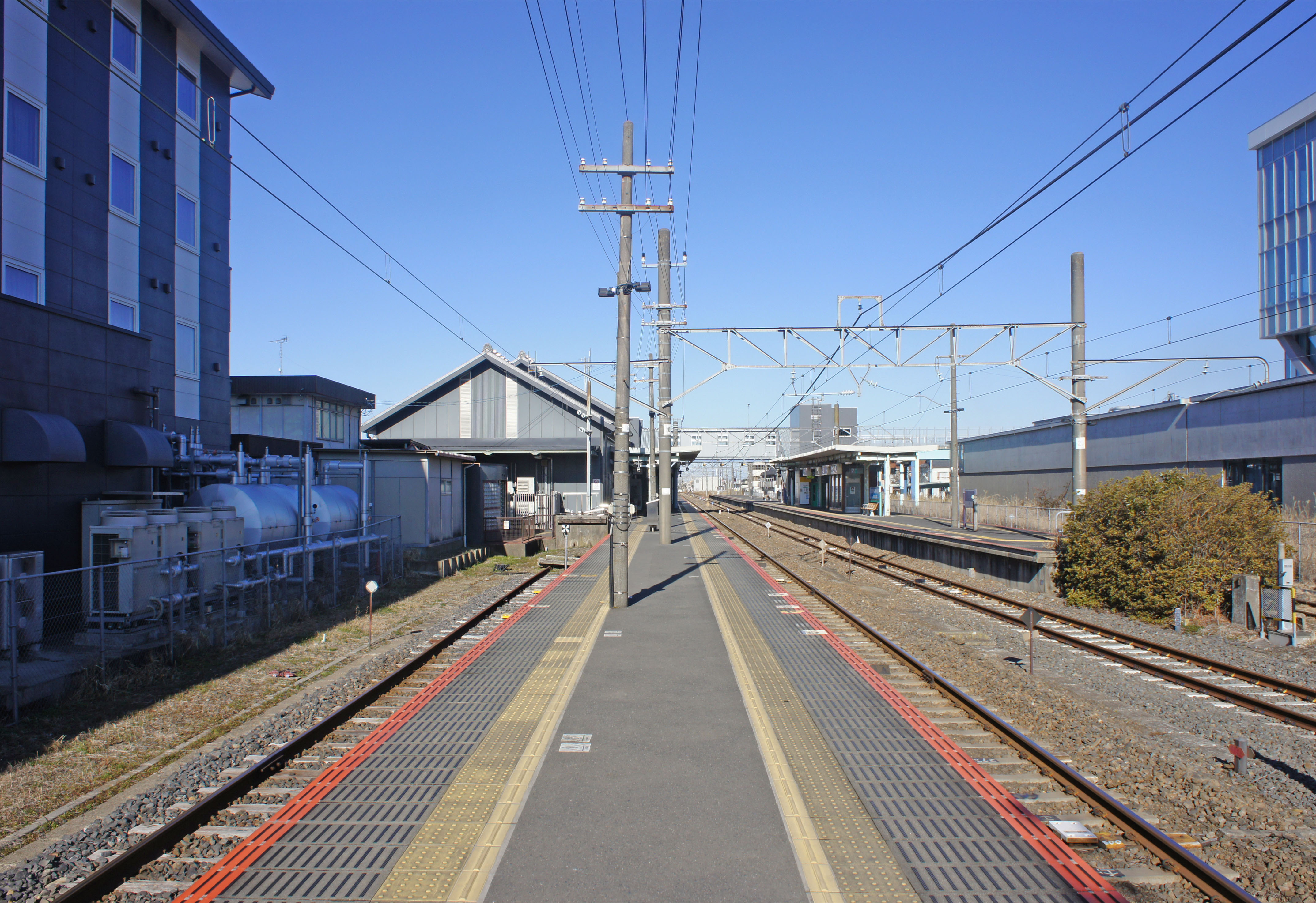
0・1番線ホーム（2022年2月）
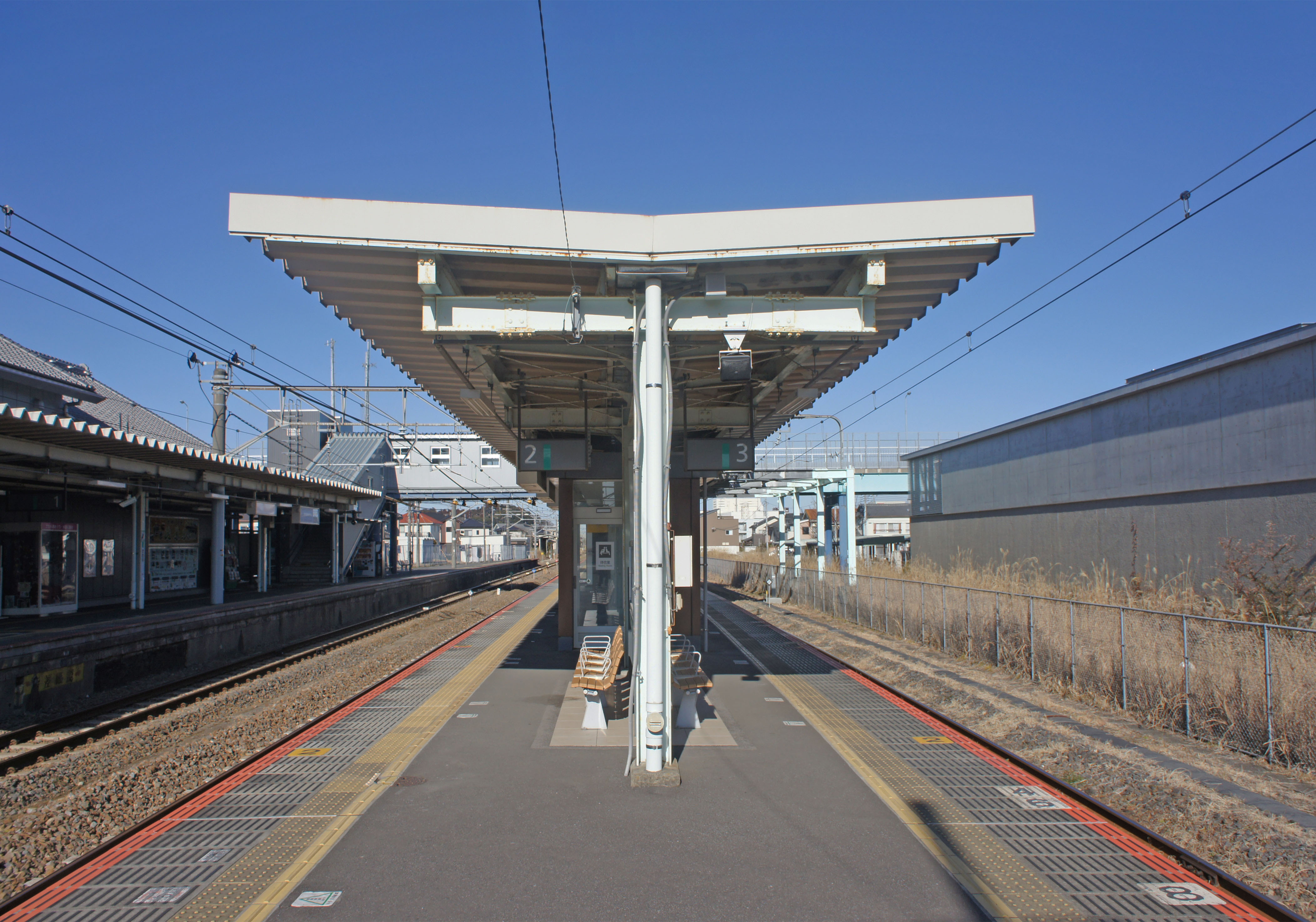
2・3番線ホーム（2022年2月）
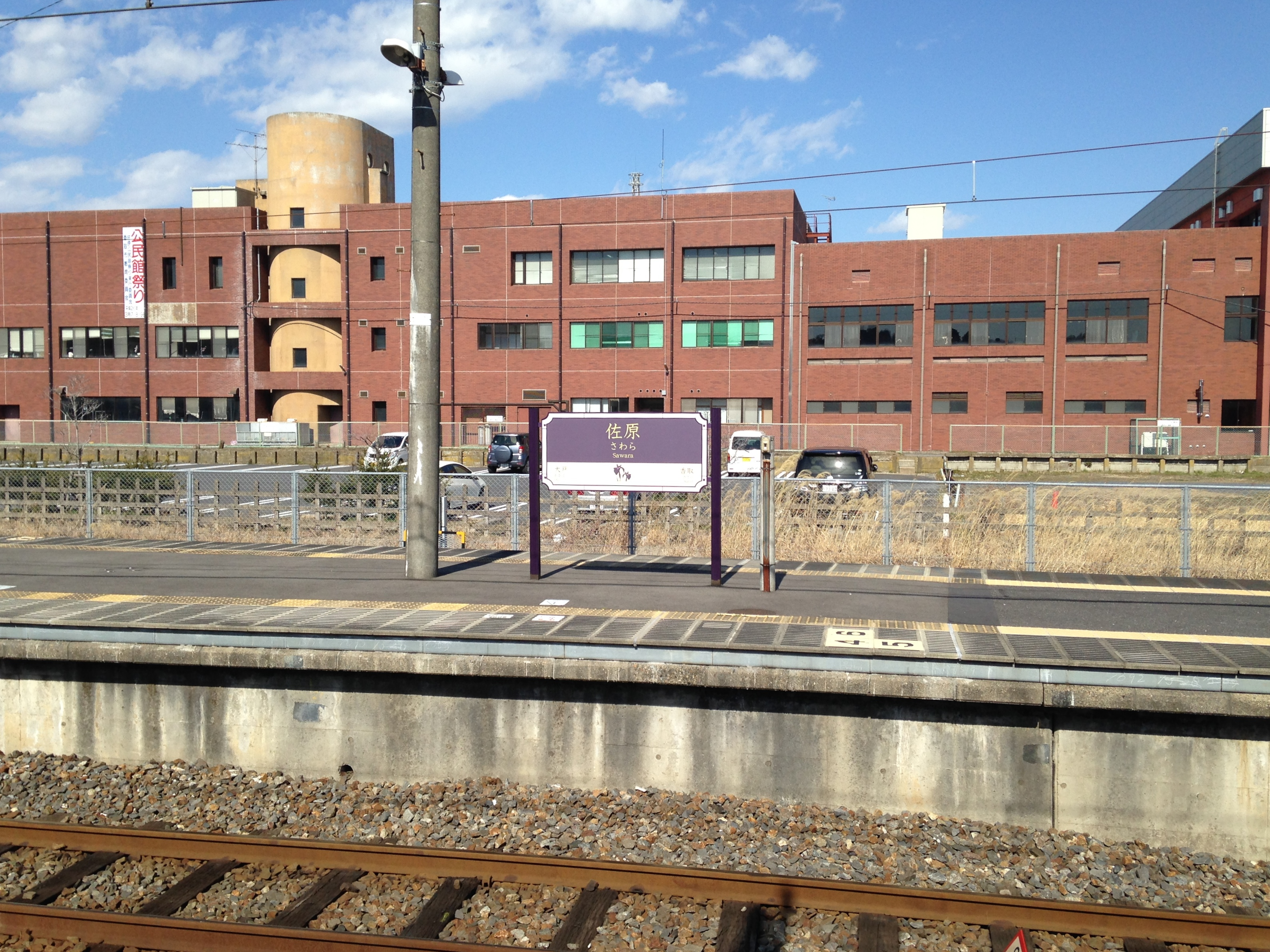
レトロ調デザインの駅名標（2011年1月）
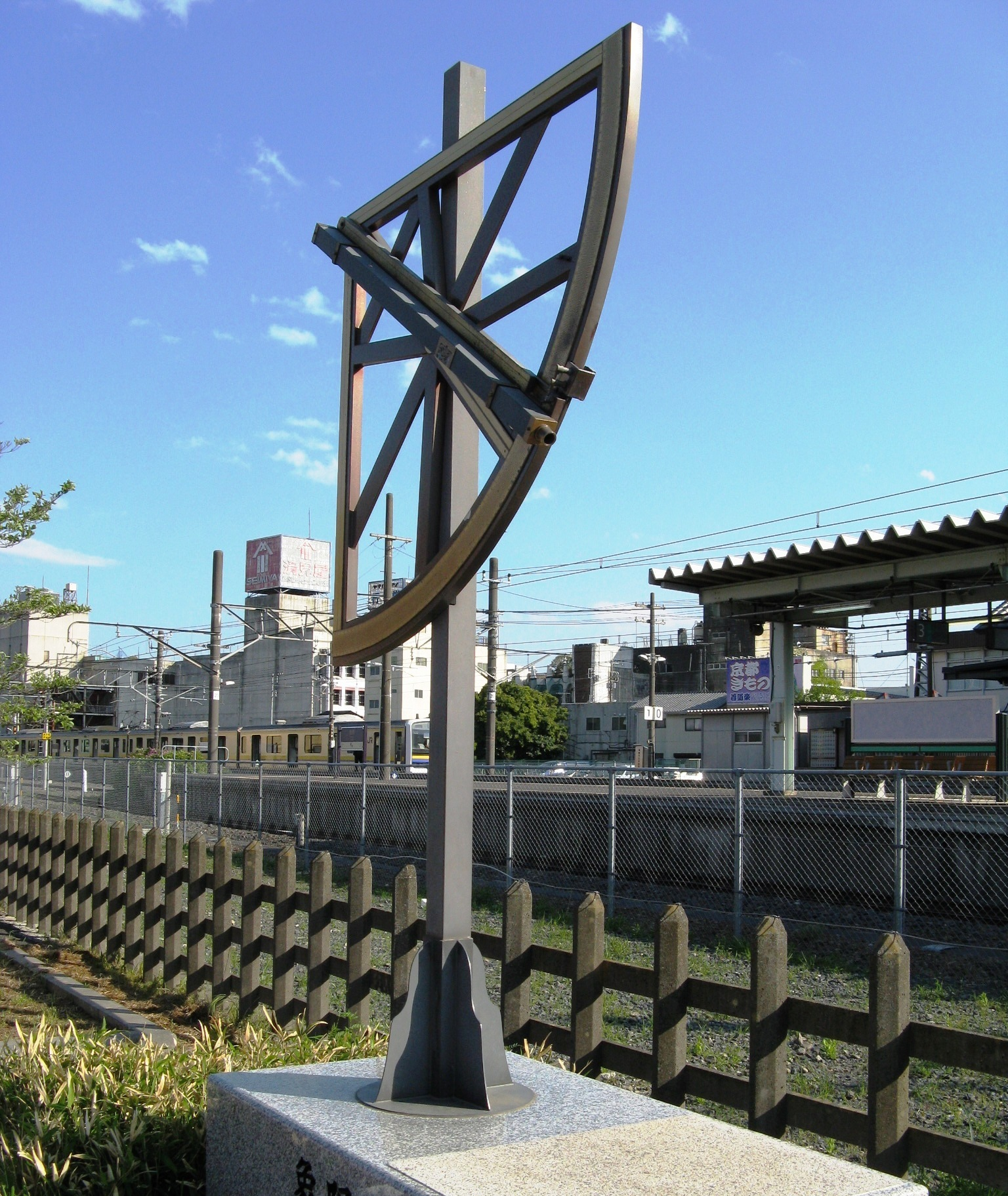
象限儀の複製（佐原駅北口付近） （2013年4月）

## 利用状況
2023年（令和5年）度の1日平均乗車人員は2,721人である。
近年の1日平均乗車人員の推移は以下の通り。
| 年度               | 1日平均 乗車人員 | 出典     |
| ------------------ | ---------------- | -------- |
| 1990年（平成02年） | 5,016            | [ * 1 ]  |
| 1991年（平成03年） | 5,083            | [ * 2 ]  |
| 1992年（平成04年） | 5,211            | [ * 3 ]  |
| 1993年（平成05年） | 5,127            | [ * 4 ]  |
| 1994年（平成06年） | 5,030            | [ * 5 ]  |
| 1995年（平成07年） | 4,846            | [ * 6 ]  |
| 1996年（平成08年） | 4,783            | [ * 7 ]  |
| 1997年（平成09年） | 4,517            | [ * 8 ]  |
| 1998年（平成10年） | 4,223            | [ * 9 ]  |
| 1999年（平成11年） | 4,137            | [ * 10 ] |
| 2000年（平成12年） | 3,974            | [ * 11 ] |
| 2001年（平成13年） | 3,884            | [ * 12 ] |
| 2002年（平成14年） | 3,704            | [ * 13 ] |
| 2003年（平成15年） | 3,516            | [ * 14 ] |
| 2004年（平成16年） | 3,285            | [ * 15 ] |
| 2005年（平成17年） | 3,211            | [ * 16 ] |
| 2006年（平成18年） | 3,197            | [ * 17 ] |
| 2007年（平成19年） | 3,172            | [ * 18 ] |
| 2008年（平成20年） | 3,186            | [ * 19 ] |
| 2009年（平成21年） | 3,119            | [ * 20 ] |
| 2010年（平成22年） | 3,060            | [ * 21 ] |
| 2011年（平成23年） | 3,071            | [ * 22 ] |
| 2012年（平成24年） | 3,117            | [ * 23 ] |
| 2013年（平成25年） | 3,108            | [ * 24 ] |
| 2014年（平成26年） | 3,056            | [ * 25 ] |
| 2015年（平成27年） | 3,126            | [ * 26 ] |
| 2016年（平成28年） | 3,133            | [ * 27 ] |
| 2017年（平成29年） | 3,127            | [ * 28 ] |
| 2018年（平成30年） | 3,195            | [ * 29 ] |
| 2019年（令和元年） | 3,090            | [ * 30 ] |
| 2020年（令和02年） | 2,301            |          |
| 2021年（令和03年） | 2,474            |          |
| 2022年（令和04年） | 2,620            |          |
| 2023年（令和05年） | 2,721            |          |

## 駅周辺

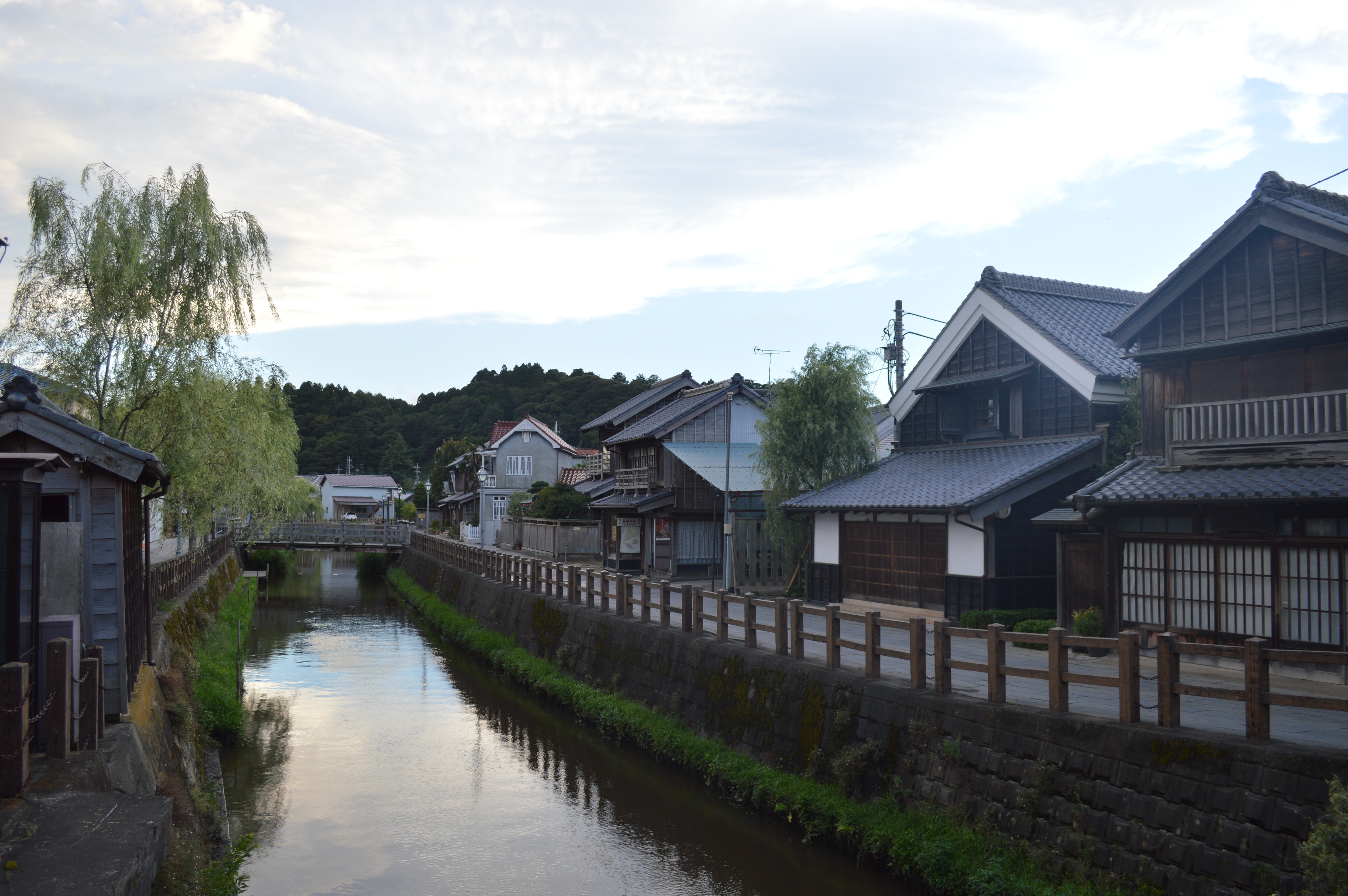
佐原の町並み（重要伝統的建造物群保存地区）

当駅は佐原市街地の北端に位置する。駅舎前（南側）に駅前広場があり、駅前広場付近と北口にバスのりばがある。なお、当市には市名を冠した香取駅も存在するが、市の代表駅は当駅である。佐原重要伝統的建造物群保存地区の最寄り駅。

### 南側

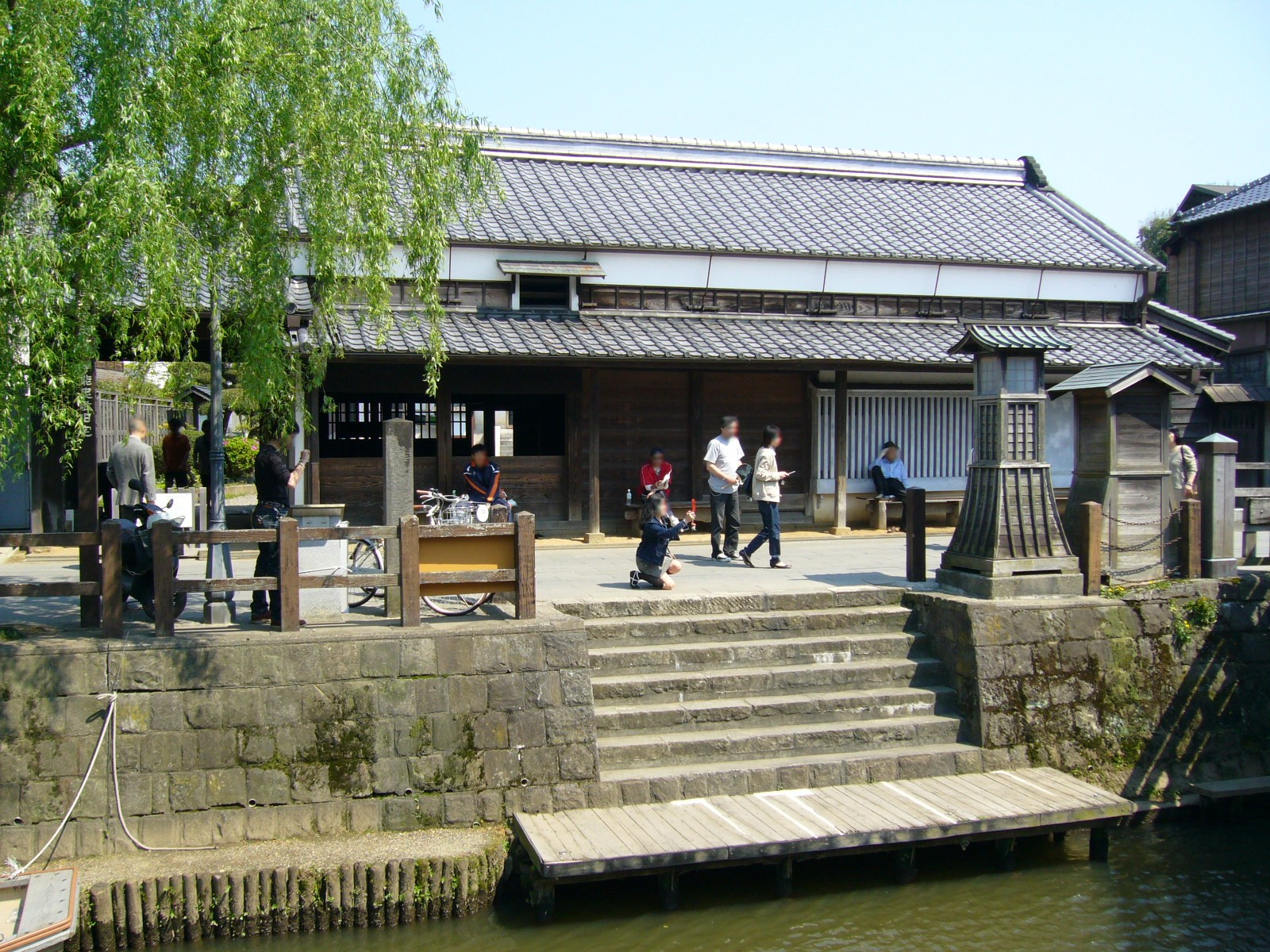
伊能忠敬旧宅（国の史跡）

市街地方面
- 小野川
- 佐原の町並み（水郷の町）
- 佐原三菱館
- 樋橋（とよはし）
- 伊能忠敬記念館
- 伊能忠敬旧宅
- 水郷佐原山車会館
- 佐原町並み交流館
- 佐原公園
- ぶれきめら（小野川の観光遊覧船乗り場）
- 千葉県立佐原高等学校
- 千葉県立佐原白楊高等学校
- 千葉萌陽高等学校
- ホテルルートイン 香取佐原駅前
- HOTEL HOUSEN 佐原

### 北側
市役所方面

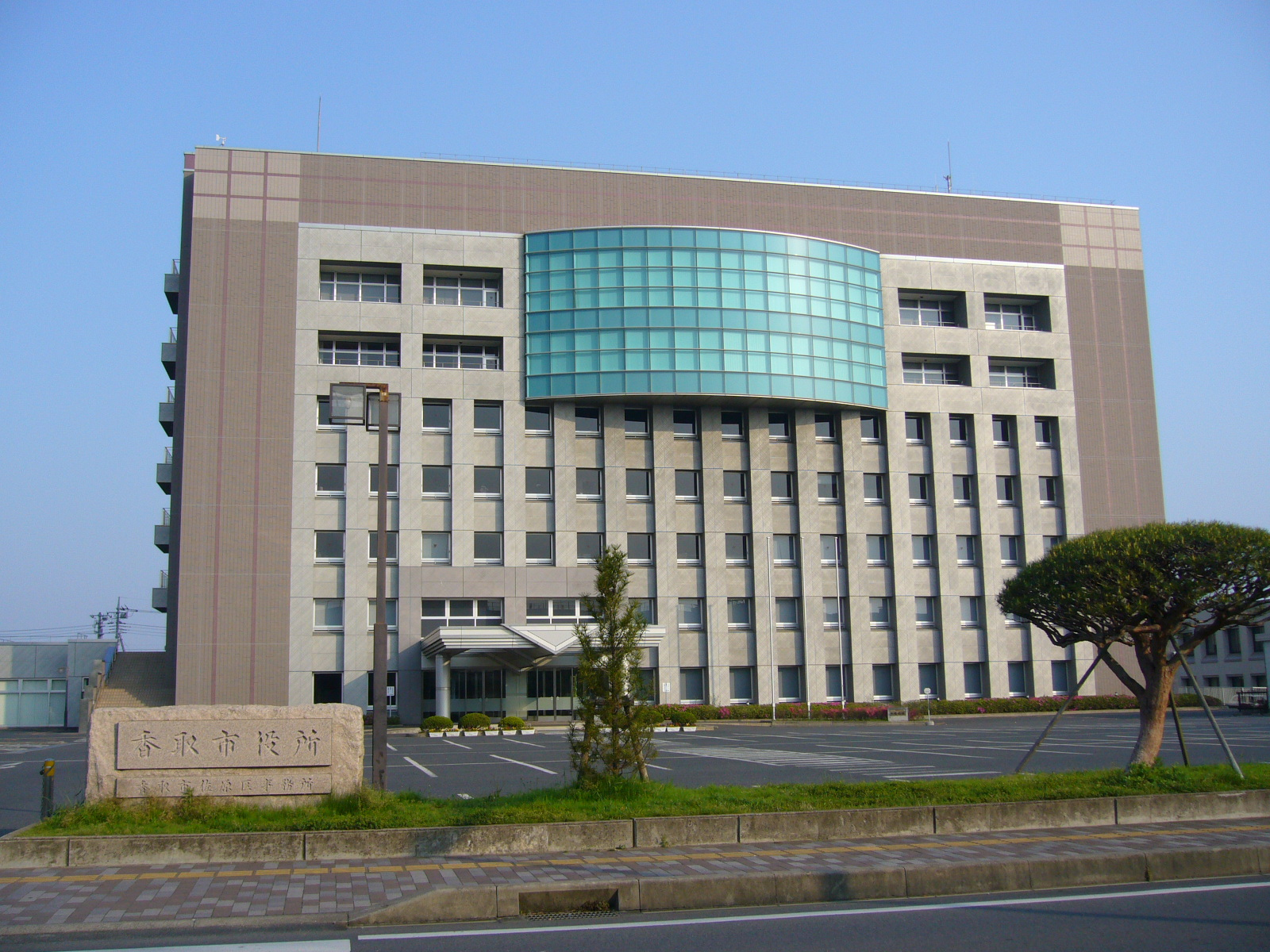
香取市役所

- 香取市佐原コミュニティセンター（香取市民体育館、佐原中央公民館、佐原文化会館、佐原中央図書館）
- 香取市役所（旧・佐原市役所）
- 香取市立佐原中学校
- 香取警察署
- 佐原郵便局
- 日本年金機構 佐原年金事務所
- サワラシティ（ショッピングセンター）
- 道の駅・川の駅水の郷さわら
- 多田屋 佐原店
- 佐原北ホテル

## バス路線
| のりば     | 運行事業者           | 系統・行先                                                                             |
| 佐原駅     | 佐原駅               | 佐原駅                                                                                 |
| ---------- | -------------------- | -------------------------------------------------------------------------------------- |
| 1          | JRバス関東           | 栗源線：多古台バスターミナル                                                           |
| 1          | 桜東バス             | 佐原・江戸崎線：江戸崎                                                                 |
| 1          | 京成バス千葉イースト | 吉岡線：京成成田駅 / 佐原粉名口車庫                                                    |
| 2          | 関東鉄道             | 高速バスあそう号：東京駅日本橋口 / 鉾田駅                                              |
| 2          | 香取市循環バス       | 佐原市街地（東側）ルート・佐原市街地（西側）ルート・休日周遊ルート・北佐原・新島ルート |
| 2          | 京成バス千葉イースト | 水郷佐原あやめパーク（直行） ※水郷佐原あやめ祭り期間に運行                             |
| 佐原駅北口 |                      |                                                                                        |
| 3          | 京成バス千葉イースト | 高速バス利根ライナー（佐原ルート）：バスターミナル東京八重洲 / 銚子駅                  |

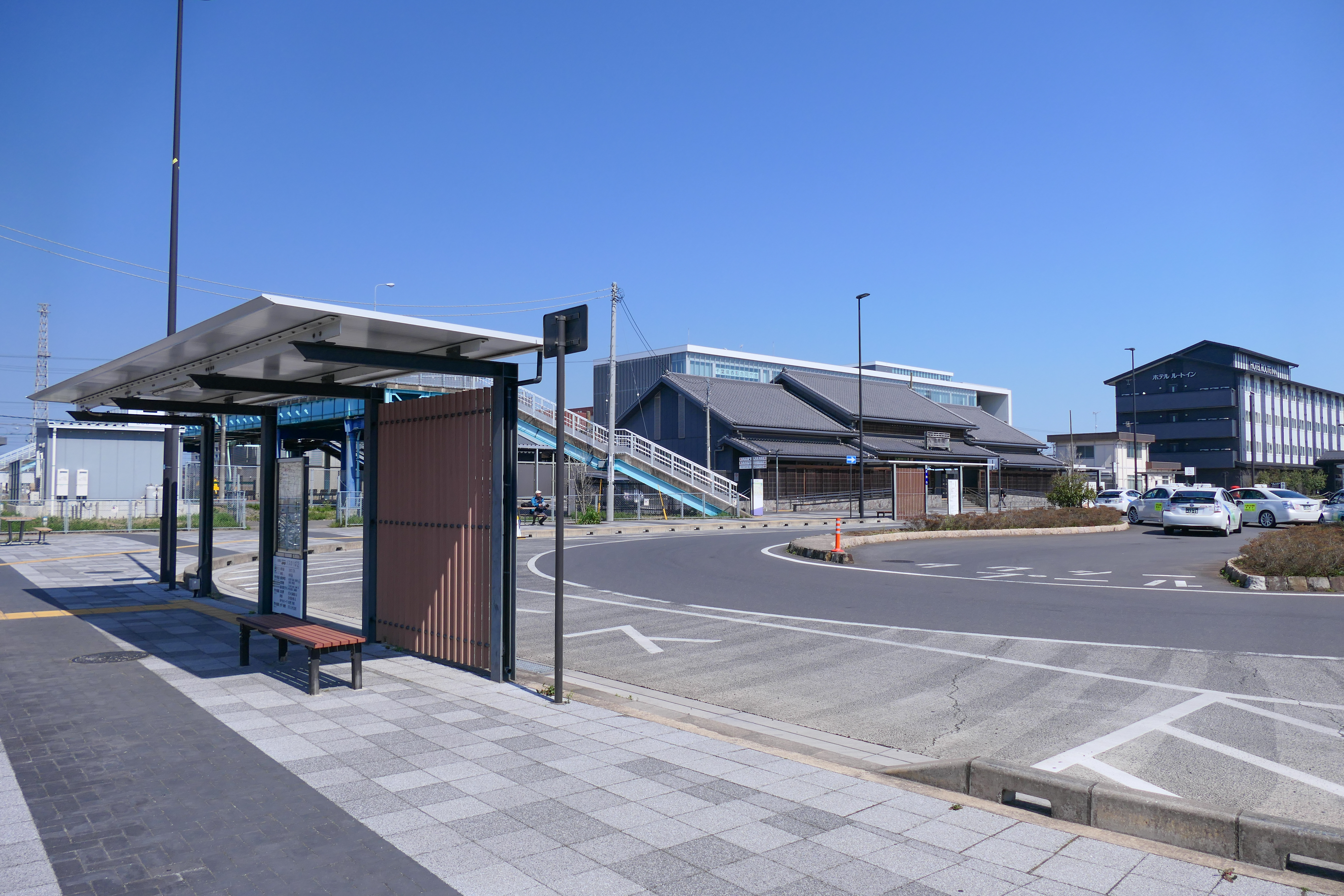
駅前広場付近のバス乗り場（2022年4月）
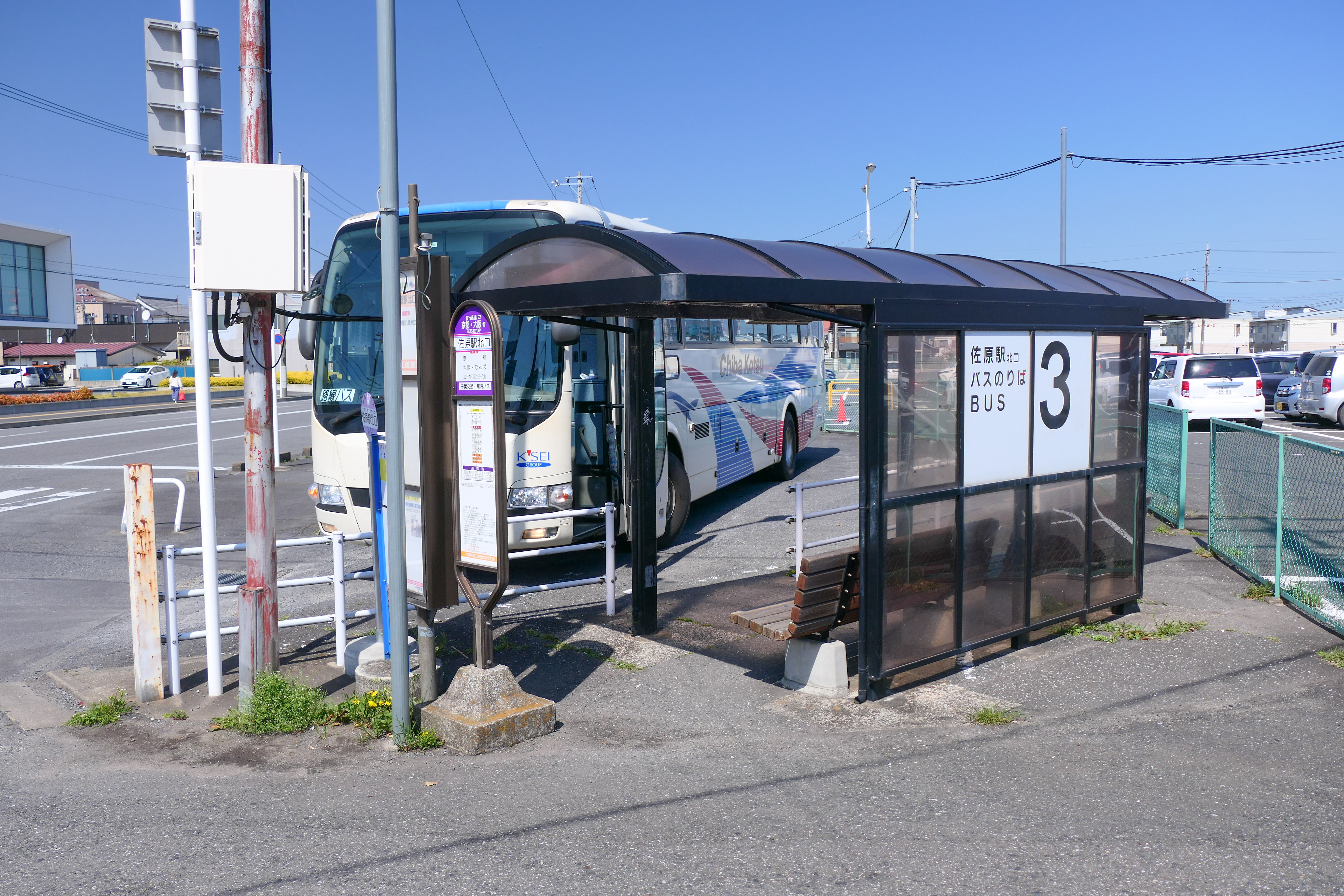
北口のバス乗り場（2022年4月）

## 隣の駅
東日本旅客鉄道（JR東日本）
■成田線
　大戸駅 - 佐原駅 - 香取駅
■鹿島線（当駅 - 香取駅間は成田線）
（大戸駅 -） 佐原駅 - 香取駅

#### 利用状況に関する資料
1. ↑  千葉県統計年鑑 - 千葉県
2. ↑  香取市統計書 - 香取市

JR東日本の2000年度以降の乗車人員
1. 1 2 3  各駅の乗車人員（2023年度） - JR東日本
2. ↑  各駅の乗車人員（2000年度） - JR東日本
3. ↑  各駅の乗車人員（2001年度） - JR東日本
4. ↑  各駅の乗車人員（2002年度） - JR東日本
5. ↑  各駅の乗車人員（2003年度） - JR東日本
6. ↑  各駅の乗車人員（2004年度） - JR東日本
7. ↑  各駅の乗車人員（2005年度） - JR東日本
8. ↑  各駅の乗車人員（2006年度） - JR東日本
9. ↑  各駅の乗車人員（2007年度） - JR東日本
10. ↑  各駅の乗車人員（2008年度） - JR東日本
11. ↑  各駅の乗車人員（2009年度） - JR東日本
12. ↑  各駅の乗車人員（2010年度） - JR東日本
13. ↑  各駅の乗車人員（2011年度） - JR東日本
14. ↑  各駅の乗車人員（2012年度） - JR東日本
15. ↑  各駅の乗車人員（2013年度） - JR東日本
16. ↑  各駅の乗車人員（2014年度） - JR東日本
17. ↑  各駅の乗車人員（2015年度） - JR東日本
18. ↑  各駅の乗車人員（2016年度） - JR東日本
19. ↑  各駅の乗車人員（2017年度） - JR東日本
20. ↑  各駅の乗車人員（2018年度） - JR東日本
21. ↑  各駅の乗車人員（2019年度） - JR東日本
22. ↑  各駅の乗車人員（2020年度） - JR東日本
23. ↑  各駅の乗車人員（2021年度） - JR東日本
24. ↑  各駅の乗車人員（2022年度） - JR東日本

千葉県統計年鑑
1. ↑  千葉県統計年鑑（平成3年）
2. ↑  千葉県統計年鑑（平成4年）
3. ↑  千葉県統計年鑑（平成5年）
4. ↑  千葉県統計年鑑（平成6年）
5. ↑  千葉県統計年鑑（平成7年）
6. ↑  千葉県統計年鑑（平成8年）
7. ↑  千葉県統計年鑑（平成9年）
8. ↑  千葉県統計年鑑（平成10年）
9. ↑  千葉県統計年鑑（平成11年）
10. ↑  千葉県統計年鑑（平成12年）
11. ↑  千葉県統計年鑑（平成13年）
12. ↑  千葉県統計年鑑（平成14年）
13. ↑  千葉県統計年鑑（平成15年）
14. ↑  千葉県統計年鑑（平成16年）
15. ↑  千葉県統計年鑑（平成17年）
16. ↑  千葉県統計年鑑（平成18年）
17. ↑  千葉県統計年鑑（平成19年）
18. ↑  千葉県統計年鑑（平成20年）
19. ↑  千葉県統計年鑑（平成21年）
20. ↑  千葉県統計年鑑（平成22年）
21. ↑  千葉県統計年鑑（平成23年）
22. ↑  千葉県統計年鑑（平成24年）
23. ↑  千葉県統計年鑑（平成25年）
24. ↑  千葉県統計年鑑（平成26年）
25. ↑  千葉県統計年鑑（平成27年）
26. ↑  千葉県統計年鑑（平成28年）
27. ↑  千葉県統計年鑑（平成29年）
28. ↑  千葉県統計年鑑（平成30年）
29. ↑  千葉県統計年鑑（令和元年）
30. ↑  千葉県統計年鑑（令和2年）